# Федулов, Василий Григорьевич
Василий Григорьевич Федулов вариант фамилии Фёдоров (1878 — ?) — крестьянин, депутат Государственной думы II созыва от Псковской губернии.

## Биография
Крестьянин деревни Рыжково Великолуцкого уезда Псковской губернии. Учился в народной школе. Отбывал воинскую повинность, вышел в отставку в чине зауряд-прапорщика.  Занимался земледелием на 4-х десятинах надельной земли. На момент выборов в Думу оставался внепартийным.
6 февраля 1907 года избран в Государственную думу II созыва от общего состава выборщиков Псковского губернского избирательного собрания. По одним сведениям состоял во фракции правых, по другим — вошёл в состав Конституционно-демократической фракции. В работе думских комиссий участия не принимал.
Был членом правления Милолюбского общества сельского хозяйства Великолукского уезда вместе с помещиками Б. Н. и В. Н. Великопольскими и священником о. Александром Белявским.
Дальнейшая судьба и дата смерти неизвестны.

### Рекомендуемые источники
- Петров С. Г. Великолукский крестьянин В. Г. Федулов (Федоров) депутат II Государственной Думы Российской империи // Сб. статей научно-практической конференции посвященной 15-летию Великолукского городского краеведческого общества (22 ноября 2007 г.). — Великие Луки, 2008. — С. 28-32.

### Архивы
- Российский государственный исторический архив. Фонд 1278. Опись 1 (2-й созыв). Дело 455; Дело 615. Лист 12.